# Reichertella geniculata
Reichertella geniculata är en tvåvingeart som först beskrevs av Zetterstedt 1850.  Reichertella geniculata ingår i släktet Reichertella och familjen dyngmyggor. Inga underarter finns listade i Catalogue of Life.